# Turdus falcklandii
Turdus falcklandii là một loài chim trong họ Turdidae.